# Tam Lộc
Tam Lộc is een xã in het district Phú Ninh, een van de districten in de Vietnamese provincie Quảng Nam. Tam Lộc heeft ruim 7800 inwoners op een oppervlakte van 34,4 km².

## Geografie en topografie
Tam Lộc ligt in het noordwesten van het district. Het grenst in het westen aan de huyện Tiên Phước en aan huyện Thăng Bình.